# 스뫼레브뢰드
스뫼레브뢰드(덴마크어: smørrebrød)는 덴마크의 오픈 샌드위치이다. 루그브뢰드 등 빵에 버터 등 스프레드를 바르고 치즈, 생선, 고기 등 토핑을 올려 내는 음식으로, 점심이나 저녁, 야식, 간식 등으로 먹는다. 덴마크의 국민 음식 가운데 하나로 여겨진다.

## 이름
덴마크어 "스뫼레브뢰드(smørrebrød)"는 "버터"를 뜻하는 "스뫼르(smør)"와 "빵"을 뜻하는 "브뢰드(brød)"가 합쳐져 생긴 말로, 원래는 "버터빵"이라는 뜻이다. 과거에는 실제로 단순히 "버터를 바른 빵"을 뜻했다.

## 만들기
루그브뢰드 등 빵에 버터 등 스프레드를 바르고 치즈, 생선, 고기 등 여러 가지 토핑을 올려 오픈 샌드위치로 만든다.
흔한 토핑은 다음과 같다.
- 해산물
  - 갑각류: 새우, 바닷가재
  - 생선: 청어, 그라브락스, 훈제 연어, 훈제 장어, 가자미 필레
  - 생선알
  - 기타 가공 해산물: 마크렐살라트
- 달걀: 완숙 삶은 달걀, 스크램블, 익히지 않은 노른자
- 육류
  - 고기: 쇠고기, 돼지고기, 염장고기
  - 런천미트: 룰레푈세, 로스트 비프, 햄, 살트쾨드, 함부르게뤼그, 살라미
  - 기타 육가공품: 레베르포스타이, 프리카델레, 아스픽
- 치즈: 스프레드 치즈, 슬라이스 치즈, 브리
- 가니시
  - 피클: 오이, 비트, 적채
  - 과채류: 오이, 토마토, 차이브, 큰다닥냉이, 양파, 겨자무, 레몬
  - 샐러드: 올리비예, 폴레그살라트

토핑을 조합하여 다양한 스뫼레브뢰드를 만들 수 있으며, 특정한 조합에는 이름이 붙어 있다. 예를 들어 버터를 바른 루그브뢰드에 레베르포스타이, 살트쾨드를 올리고 아스픽과 적양파로 가니시한 스뫼레브뢰드는 "뒤를레겐스 나트마드(dyrlægens natmad→수의사의 야식)"라 불린다.

## 사진

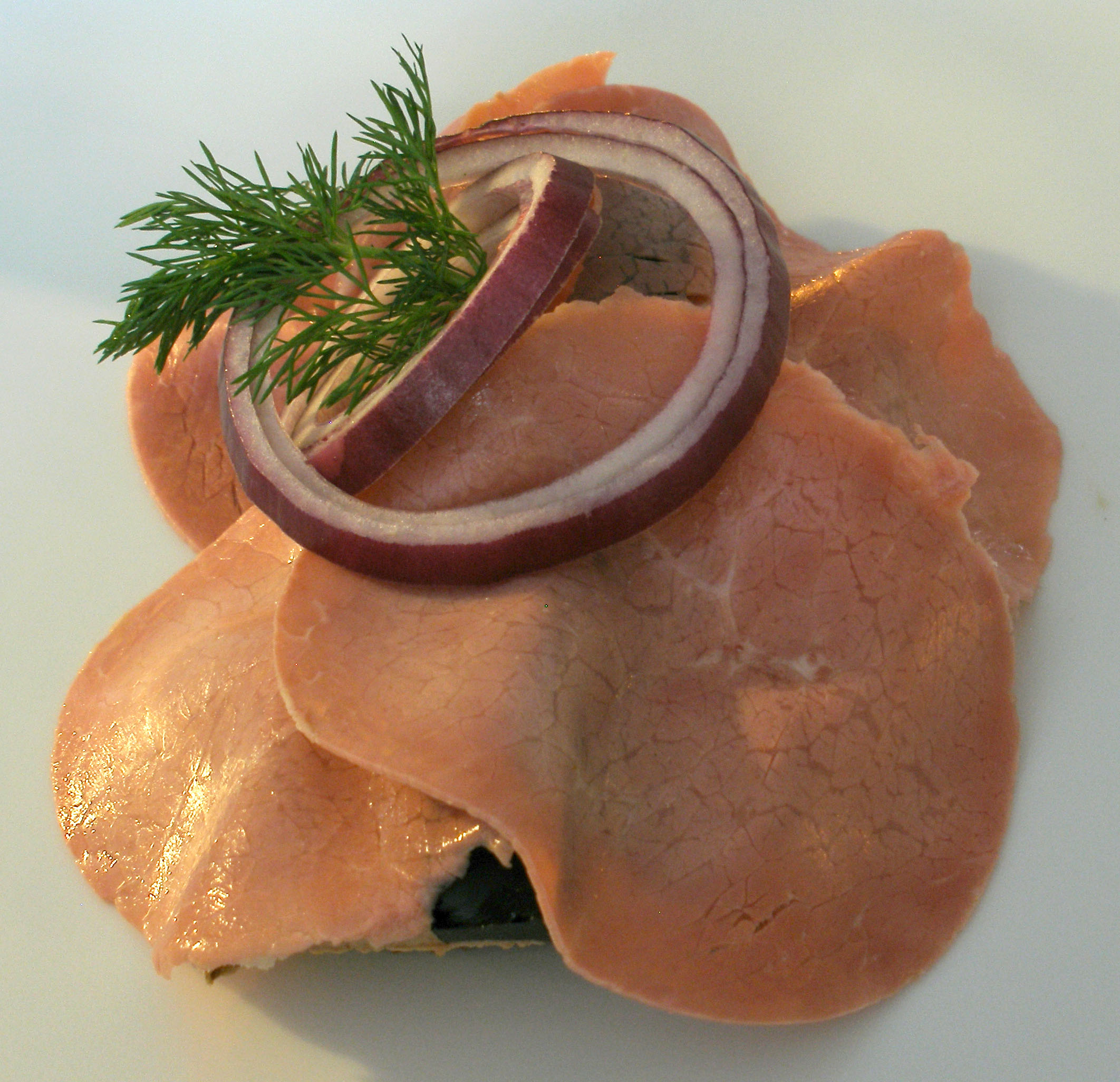
뒤를레겐스 나트마드

## 같이 보기
- 부터브로트